# Macrocera nitens
Macrocera nitens är en tvåvingeart som beskrevs av Edwards 1928. Macrocera nitens ingår i släktet Macrocera och familjen platthornsmyggor.
Artens utbredningsområde är Amerikanska Samoa. Inga underarter finns listade i Catalogue of Life.